# Spathomeles anceps
Spathomeles anceps is een keversoort uit de familie zwamkevers (Endomychidae). De wetenschappelijke naam van de soort werd in 1895 gepubliceerd door Henry Stephen Gorham.